# Itatira
Itatira là một đô thị thuộc bang Ceará, Brasil. Đô thị này có diện tích 783,347 km², dân số năm 2007 là 15113 người, mật độ 19,29 người/km².